# Корнијон
Корнијон (фр. Cornillon) насеље је и општина у јужној Француској у региону Лангдок-Русијон, у департману Гар која припада префектури Ним.
По подацима из 2011. године у општини је живело 937 становника, а густина насељености је износила 60,14 становника/km². Општина се простире на површини од 15,58 km². Налази се на средњој надморској висини од 180 метара (максималној 360 m, а минималној 58 m).

## Демографија
| 1962. | 1968. | 1975. | 1982. | 1990. | 1999. | 2011. |
| ----- | ----- | ----- | ----- | ----- | ----- | ----- |
| 422   | 432   | 448   | 538   | 609   | 689   | 937   |

График промене броја становника у току последњих година